# 鈴木孝之 (俳優)
鈴木 孝之（すずき たかゆき、1988年6月3日 - ）は、日本の俳優。
D-dash&Company所属。

## 略歴
神奈川県川崎市出身。神奈川県立麻生総合高等学校卒業後の2006年、陸上自衛隊に入隊し2年間在籍した。
その後、日本映画学校俳優科（現在の日本映画大学）を卒業した。
D-dash養成所4期生として入学した。
D-dash&Companyへ所属した。
俳優として様々な作品に出演している中、「事故物件 恐い間取り」で松原タニシと出会い、それがきっかけとなり「OKOWA 東京闘争 2020」に参戦した。
第3回BreakingDownに出場し、判定3-0にて勝利。

## 出演

### 映画
2010
- 「戦闘少女 血の鉄仮面伝説」井口昇/西村喜廣/坂口拓 監督

2011
- 「HELL DRIVR」　西村喜廣 監督
- 「極道兵器」　山口雄大/坂口拓 監督

2012
- 「ヒミズ」　園子温 監督

2016
- 「星くず兄弟の新たな伝説」　手塚眞 監督
- 「闇金ウシジマくん theFinal」　山口雅俊 監督
- 「ちはやふる〜上の句〜」　小泉徳宏 監督

2017
- 「HiGT&LOW THE MOVIE２/END OF SKY」 　久保茂昭/中茎強監督
- 「スレイブメン」　井口昇 監督

2019
- 「空母いぶき」若松節朗監督
- 「カラオケや兆治」市川徹監督
- 「くせ者」日本映画大学実習作品

2020
- 「事故物件 恐い間取り」 中田秀夫監督
- 「狂武蔵」下村勇二監督

2021
- 「るろうに剣心 The Final」大友啓史監督
- 「Pure Japanese」松永大志監督

2022
- 「HIGH&LOW THE WORST X」平沼紀久監督
- 「KAPPEI」平野隆監督

2023
- 「映画ネメシス　黄金螺旋の謎」入江悠監督
- 「沈黙のパレード」西谷弘監督
- 「かわし」坂部敬史監督

2024
- 「劇場版 君と世界が終わる日に FINAL」菅原伸太郎監督
- 「OUT」品川ヒロシ監督
- 「帰ってきたあぶない刑事」原廣利監督

2025
- 「ボスハンズ」森田博之監督
- 「室町無頼」入江悠監督
- 「ネムルバカ」阪元裕吾監督

### テレビドラマ
2013
- 「BAD BOYS J」　NTV

2015
- 「天皇の料理番」　TBS
- 「探偵の探偵」　フジ

2017
- 「世にも奇妙な物語 フリースタイル母ちゃん」　フジ　 悪人金髪役
- 「バウンサー」　BSスカパー！
- 「CRISIS　公安機動捜査隊特捜班」　関西テレビ
- 「CODE：MIRAGE」　テレ東
- 「甲州戦記サクライザーSeason７」　YBS　中見山信三役

2018
- 「黒薔薇2 刑事課強行犯係 神木恭子」テレビ朝日 坂松組 組員役
- 「今日から俺は！！」日本テレビ　黒崎道場中堅役
- 「グッドドクター」フジ　自動車整備士役

2020
- 「ふろがーる！」テレ東　配達員役
- 「湘南純愛組！」AmazonPrimeVideo　暴走天使メンバー役

2022
- 「拾われた男 Lost Man Found」NEP 映画プリズンの若い刑務官役
- 「ザ!世界仰天ニュースSP」日本テレビ　日大抗争 応援団長役

2023
- 「ドロップ」WOWOW　西中レギュラー生徒役
- 「ワカコ酒」season7 第6夜　お客さん役

2024
- 「忍びの家 House of Ninjas」Netflix　清掃班役
- 「めぐる未来」ytv　警察官役
- 「龍が如く〜Beyond the Game〜」AmazonPrimeVi　ヤクザ役

2025
- 「飛鳥クリニックは今日も雨」Lemino  債権者役

### CM
2012
- ケツメイシ「LOVE LOVE Summer　高校野球篇」

2018
- サントリー 「ボス 関ヶ原 篇」
- PERSOL（パーソル） 「パ・リーグ全員野球篇」

### 舞台
2013
- 「二つの月曜日の思い出」大森博史 演出/アーサー・ミラー 原作

2014
- 「龍とオイル」八鍬健之介 脚本・演出

2015
- 「クピエッロ家のクリスマス」 大森博史 演出/エドゥアルド・デ・フィリッポ作

2020
- 「豆腐屋の唄〜小さな島の家族物語〜」芸門-ゲート-作・演 コロポックル佐藤

2021
- 「小さな島の日の出食堂」芸門-ゲート-作・演 コロポックル佐藤

2022
- 「大女優と七人の三文役者」芸門-ゲート-作・演 コロポックル佐藤

2023
- 「岬のひかり」芸門-ゲート-作・演 藤寛文

2024
- 「ふるさとの唄」ハシモトプロデュース 演出 丹羽隆博

2025
- 「青い桜へ」希望の星 作・演出 丹羽隆博

### その他
2016
- 関ジャニ∞ライブツアーOP映像

2017
- King Gnu「あなたは蜃気楼」MV

2017
- 「OKOWA 東京闘争 2020」

2021
- 「豆腐屋の唄」ラジオドラマ

- 第3回BreakingDown出場（判定3-0勝利）